# Long Island Music Hall of Fame
O Long Island Music Hall of Fame é uma organização localizada em Lake Grove, na cidade de Nova Iorque. Foi incorporado em Julho de 2005 no âmbito do Estado de Nova Iorque como uma organização sem fins lucrativos e possui uma carta provisória para funcionar como um museu do Estado de Nova York. Foi incorpardo em julho de 2005 como uma organização sem fins lucrativos e possui uma carta provisória para funcionar como um museu do Estado de Nova Iorque.
Planos de expansão inclui um museu da história da música de Long Island, centro de recursos multimídia , um programa educacional, e também um local para concertos musicais e pessas teatrais, a Long Island também foi incorporada a ópera de Cidney, com a Miss Cidney Island. 

## Honraria de Contribuição
O Salão da fama entrega à músicos o "Prêmio Musical de Long Island" que ofereceram contribuições significativas à música de Long Island.

## Admitidos em 2006
- Mose Allison
- Tjunim
- Sam Ash
- Tony Bennett
- Gary U.S. Bonds
- Harry Chapin
- George M. Cohan
- John Coltrane
- Perry Como
- James (Jimmy) D'Aquisto
- George Gershwin
- Richie Havens
- Joan Jett
- Billy Joel
- Cyndi Lauper
- Little Anthony and the Imperials
- Long Island Philharmonic
- Edward "Little Buster" Forehand
- Johnny Maestro & The Brooklyn Bridge
- Marian McPartland
- Shadow Morton
- Run-DMC
- Neil Sedaka
- Gene Simmons
- Paul Stanley
- Peter Criss
- Stray Cats
- Stony Brook University
- Sam "Bluzman" Taylor
- Twisted Sister
- Vanilla Fudge
- Leslie West

## Admitidos em 2008
- Louis Armstrong
- Count Basie
- Walter Becker
- Pat Benatar
- Blue Öyster Cult
- Bob Buchmann
- Mariah Carey
- Aaron Copland
- Neil Diamond
- The Good Rats
- Arlo Guthrie
- Marvin Hamlisch
- Carole King
- Guy Lombardo
- Eddie Money
- Public Enemy
- The Ramones
- Jean Ritchie
- Beverly Sills
- Simon and Garfunkel
- Barbra Streisand
- The Tokens
- Kenny Vance